# Blas Pérez
Blas Antonio Miguel Pérez Ortega (* 13. März 1981 in Panama-Stadt) ist ein ehemaliger panamaischer Fußballspieler. Er ist mit 121 Spielen für seine Nationalmannschaft der Spieler mit den derzeit drittmeisten Einsätzen.

## Karriere

### Klub
Er begann seine Karriere 1997 beim Panamá Viejo FC, mit dem erlangte er in der Saison 2000/01 die Meisterschaft. Nach seinem Wechsel zum CD Árabe Unido gelangen 2001 und 2002 gleich die nächsten Meisterschaften. Zum Sommer 2002 wechselte er für den Rest des Jahres nach Uruguay zu Nacional Montevideo und gewann auch dort die Meisterschaft.
Anfang 2003 ging er nach Kolumbien zum Envigado FC. 2004 spielte er in der 2. Liga für Centauros Villavicencio. 2005 bis Sommer 2006 spielte er bei Deportivo Cali, wo er ebenfalls Meister wurde. Bis Sommer 2007 war er für Cúcuta Deportivo aktiv.
Bis Ende 2007 spielte er in Spanien für Hércules Alicante. 2008 war er für ein Jahr bei UANL Tigres aktiv und wurde dann innerhalb Mexikos zu CF Pachuca verliehen, wonach er für ein halbes Jahr in die Vereinigten Arabischen Emirate, zu Al-Wasl ausgeliehen wurde. Das erste Halbjahr 2010 wurde er innerhalb Mexikos zu San Luis verliehen. Die nächste Leihe zum Club León erfolgte bis Sommer 2011. Bis Ende des Jahres folgte eine Leihe zu Indios de Ciudad Juárez.
2012 wurde er vom MLS-Franchise FC Dallas verpflichtet, wo er bis Mitte Februar 2016 blieb. Bei den Vancouver Whitecaps war er bis Ende Januar 2017 aktiv. Im Anschluss ging er für ein paar Tage zu Árabe Unido zurück und mit zwei Spielen hatte er auch Anteil am Meistertitel.
Mitte Februar 2017 ging es bis Sommer nach Bolivien zum Club Blooming. Danach blieb er für zwölf Monate bei CSD Municipal in Guatemala. Als Abschluss seiner Karriere kehrte er in sein Heimatland zurück, wo er für Árabe Unido ein halbes Jahr auflief.

### Nationalmannschaft
Seinen ersten Einsatz für die Nationalmannschaft von Panama, erhielt er am 14. März 2001 bei einem 1:0-Freundschaftsspielsieg nach einer Einwechselung für Luis Parra. Danach bekam er Einsätze beim UNCAF Nations Cup 2001 und eine Partie beim UNCAF Nations Cup 2005. Beim Gold Cup 2007, Gold Cup 2009, der Copa Centroamericana 2011, dem Gold Cup 2011, der Copa Centroamericana 2013, dem Gold Cup 2013, der Copa Centroamericana 2014, dem Gold Cup 2015 und der Copa América Centenario 2016 hatte er Einsätze. Den Abschluss seiner Nationalmannschaftskarriere bildete die Weltmeisterschaft 2018, wo er in den beiden ersten Spielen der Vorrunde zum Einsatz kam.